# Unvarnished
| Recensione | Giudizio |
| ---------- | -------- |
| AllMusic   |          |

Unvarnished è un album in studio di Joan Jett, pubblicato nel 2013.

## Tracce
1. Any Weather (versione 606) – 3:24
2. TMI – 3:49
3. Soulmates to Strangers – 3:12
4. Make It Back – 3:17
5. Hard to Grow Up – 4:21
6. Fragile – 3:39
7. Reality Mentality – 3:05
8. Bad as We Can Be – 3:53
9. Different – 3:36
10. Everybody Needs a Hero – 2:34

Deluxe edition bonus tracks
1. I Know What I Know – 3:18
2. Seriously – 3:47
3. Different (versione demo) – 1:42
4. Any Weather (Blackhearts) – 3:32
5. Everybody Needs a Hero – 2:34

Best Buy exclusive edition bonus tracks
1. Bad Reputation (live) – 2:15
2. Cherry Bomb (live) – 2:31
3. TMI (Live) – 3:46
4. I Hate Myself for Loving You (live) – 6:00

## Classifica
| Classifica             | Anno |
| ---------------------- | ---- |
| The Billboard 200      | 47   |
| Top Independent Albums | 5    |
| Top Rock Albums        | 15   |